# Aegomorphus francottei
Aegomorphus francottei är en skalbaggsart som beskrevs av Gianfranco Sama 1994. Aegomorphus francottei ingår i släktet Aegomorphus och familjen långhorningar.
Artens utbredningsområde är Frankrike. Inga underarter finns listade i Catalogue of Life.